# فوهة شوبرت

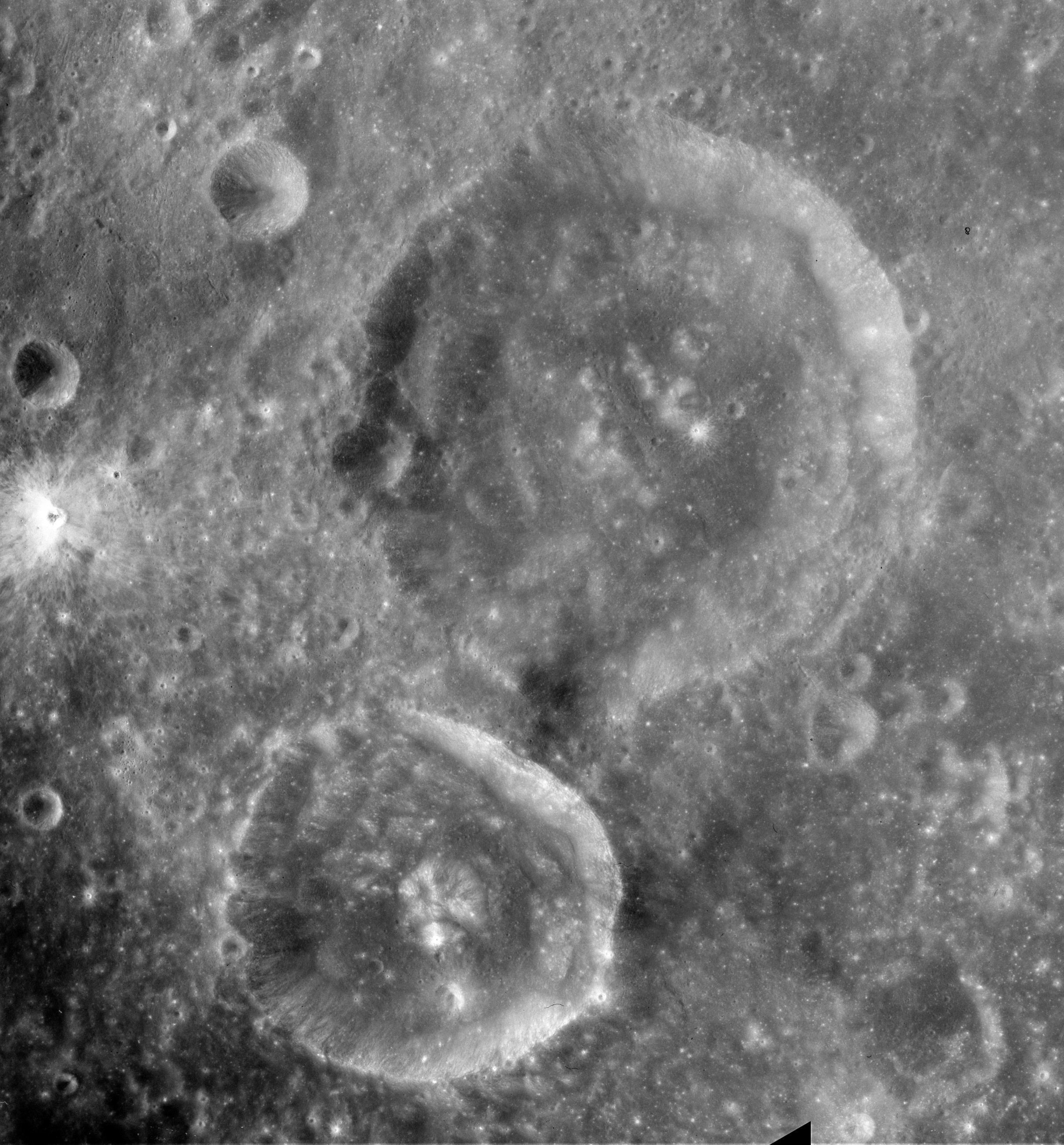
فوهة شوبرت في أعلى منتصف الصورة، بينما توجد فوهة باك في أسفل منتصف الصورة. تم إلتقاط هذه الصورة من بعثة أبولو 16

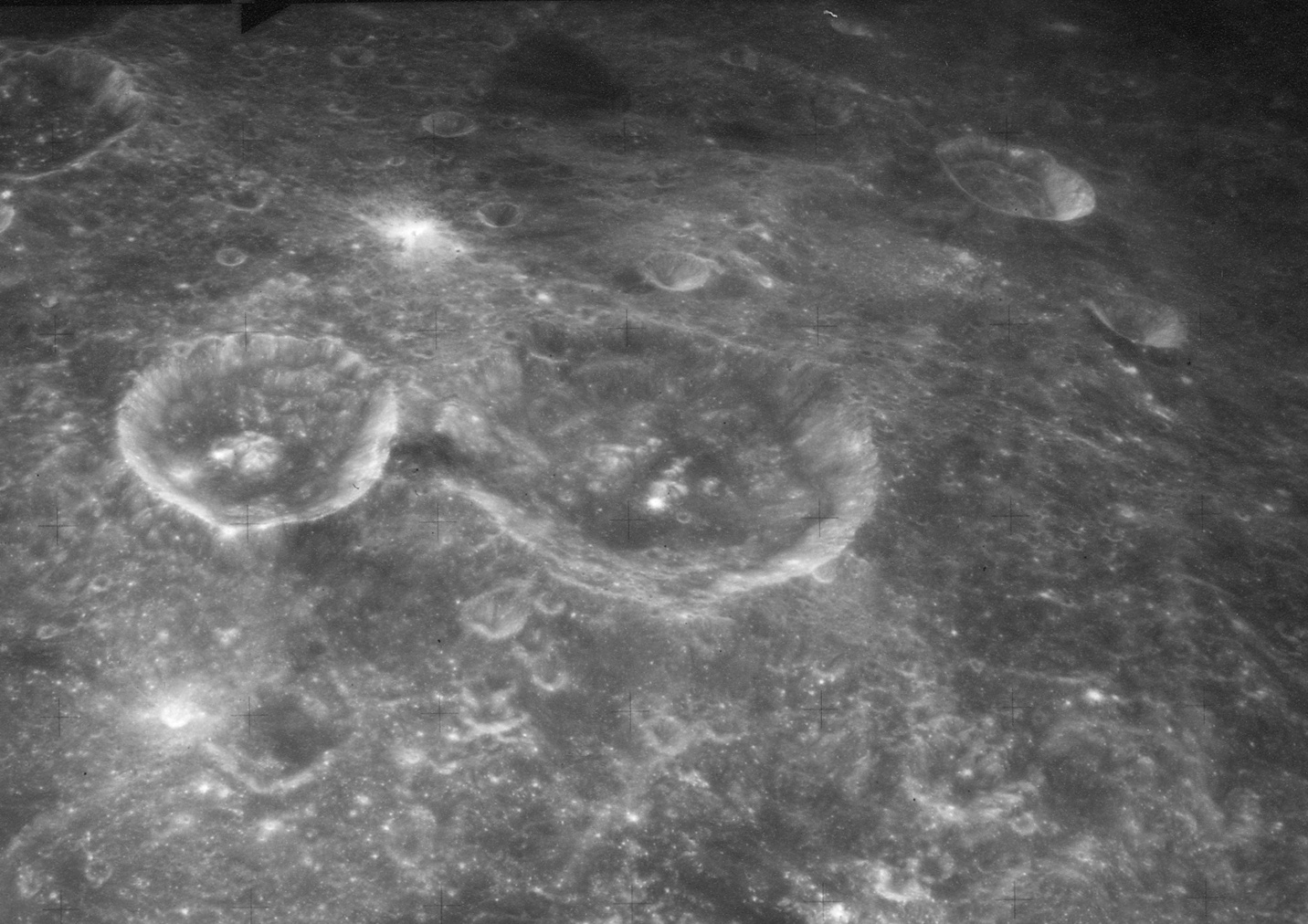
مقطع أفقي لفوهة شوبرت من بعثة أبولو 15

فوهة شوبرت (2.8°N 81.0°E) هي فوهة صدمية قمرية تقع بالقرب من الطرف الشرقي من الجانب القريب من القمر. تقع الفوهة شمال غربي فوهة ماري سميثي، وجنوب غرب فوهة نيبر البارزة. ومتصله تقريبا بالحافة الشمالية لفوهة باك. 

## الوصف

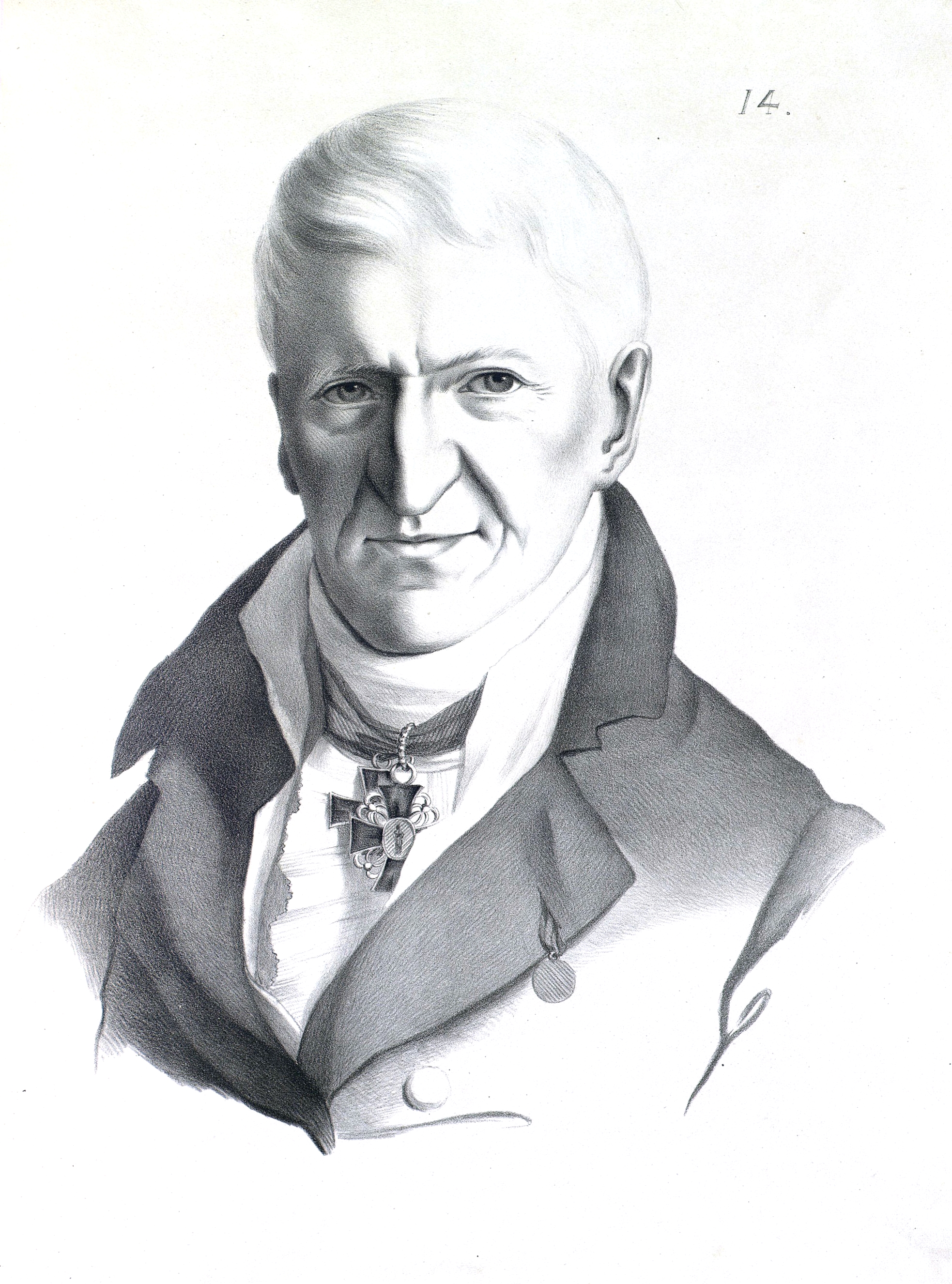
عالم الفلك الألماني تيودور فون شوبرت والتي سميت الفوهة تكريما له

فوهة شوبرت فوهة دائرية تقريبا لم تتعرض لعوامل التآكل البيئية، فحوافها محدده بشكل جيد. السطح الداخلي للفوهة مستوي تقريبا، به عدد من التلال الصغيره بالقرب من مركز الفوهة.
يبلغ طول قطر الفوهة 54 كم تقريبا بينما لم يتم تحديد عمقها حتى الوقت الراهن، وعلى زاوية 280° من شروق الشمس. سميت الفوهة على اسم عالم الفلك الألماني تيودور فون شوبرت تكريما له على مجمل أعماله وتخليدا لذكراه.

## فوهات القمر الصناعي
لرسم خريطة مماثلة لفوهات القمر يتم وضح حروف على كل جانب من جوانب الفوهة ومركزها لكل حرف منهم دلاله معينة.
| شوبرت | خط طول | خط عرض  | القطر |
| ----- | ------ | ------- | ----- |
| A     | 2.1° N | 79.3° E | 2 كم  |
| C     | 1.8° N | 84.6° E | 31 كم |
| E     | 4.0° N | 78.6° E | 27 كم |
| F     | 3.2° N | 77.9° E | 35 كم |
| G     | 4.1° N | 75.2° E | 56 كم |
| H     | 1.4° N | 76.1° E | 31 كم |
| J     | 0.1° S | 78.9° E | 20 كم |
| K     | 2.3° N | 75.9° E | 29 كم |
| N     | 1.8° N | 72.7° E | 75 كم |
| X     | 0.3° N | 76.8° E | 51 كم |

تم إعادة تسمية تلك الفوهات من قبل الإتحاد الفلكي الدولي
- تم إعادة تسمية فوهة شوبرت بي إلى فوهة باك.
- تم إعادة تسمية فوهة شوبرت واي إلى فوهة نوبيلي.
- تم إعادة تسمية فوهة شوبرت زد إلى فوهة جنكينز.

## الصور

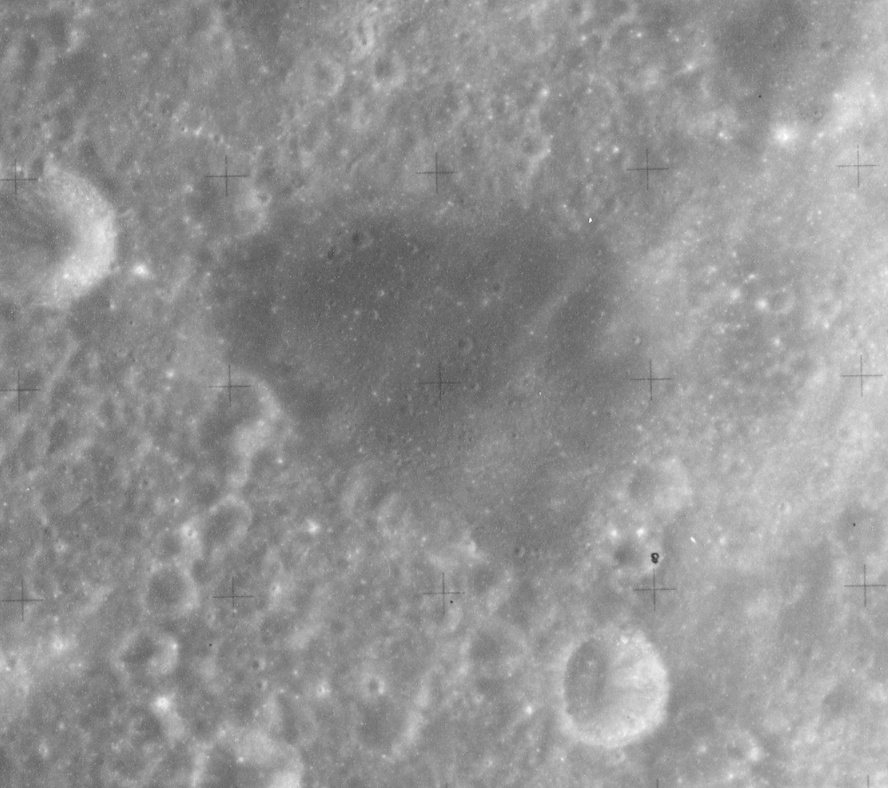
فوهة شوبرت إف، الفوهة الوضاءة قليلا وسطحها مستو نسبيا.
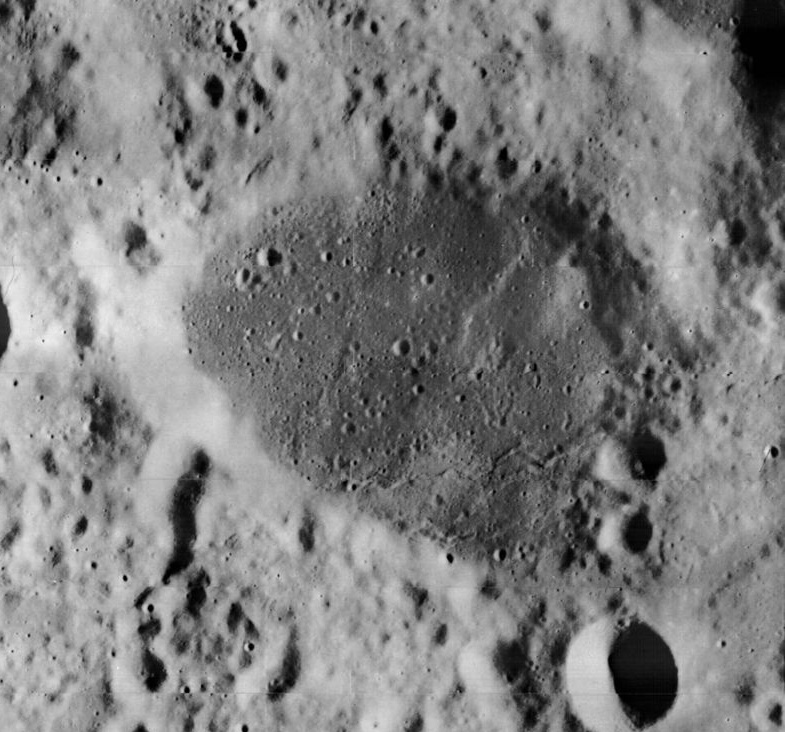
فوهة شوبرت إف من سفينه المدار القمري 1 الفضائية.
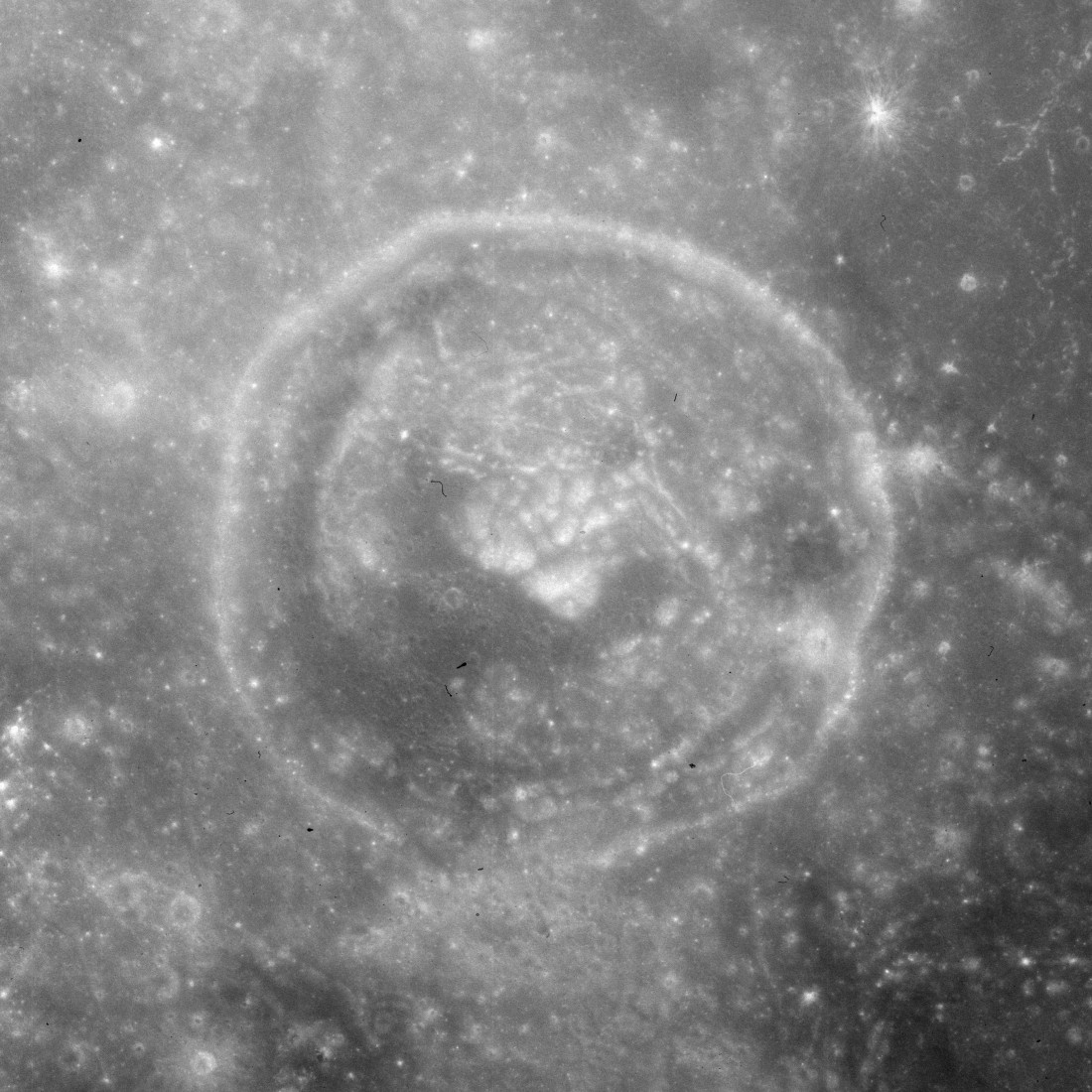
شوبرت سي، في بحر سميث
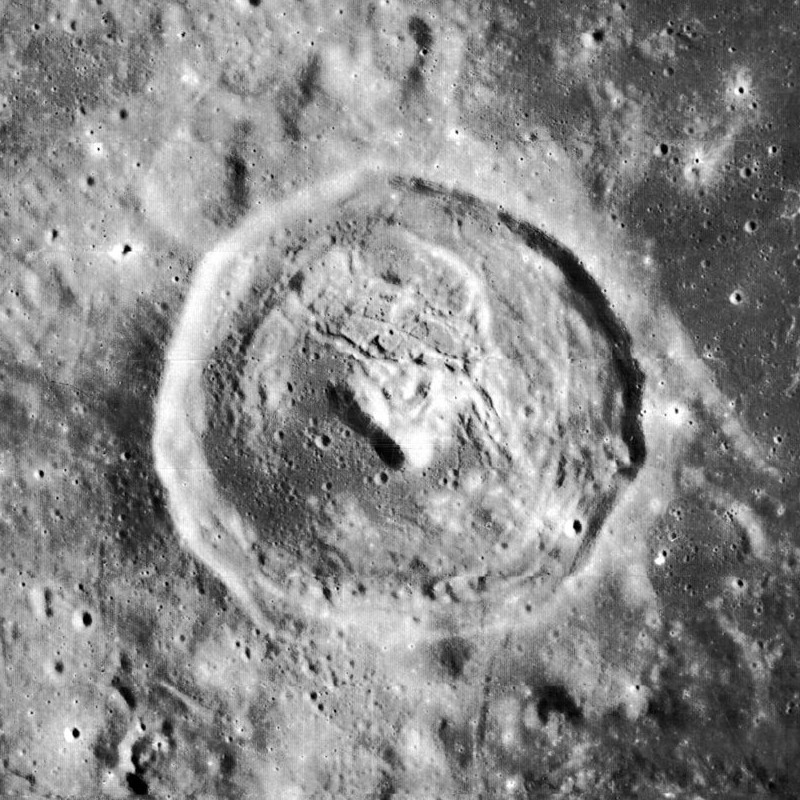
صورة أخرى لفوهة شوبرت سي.
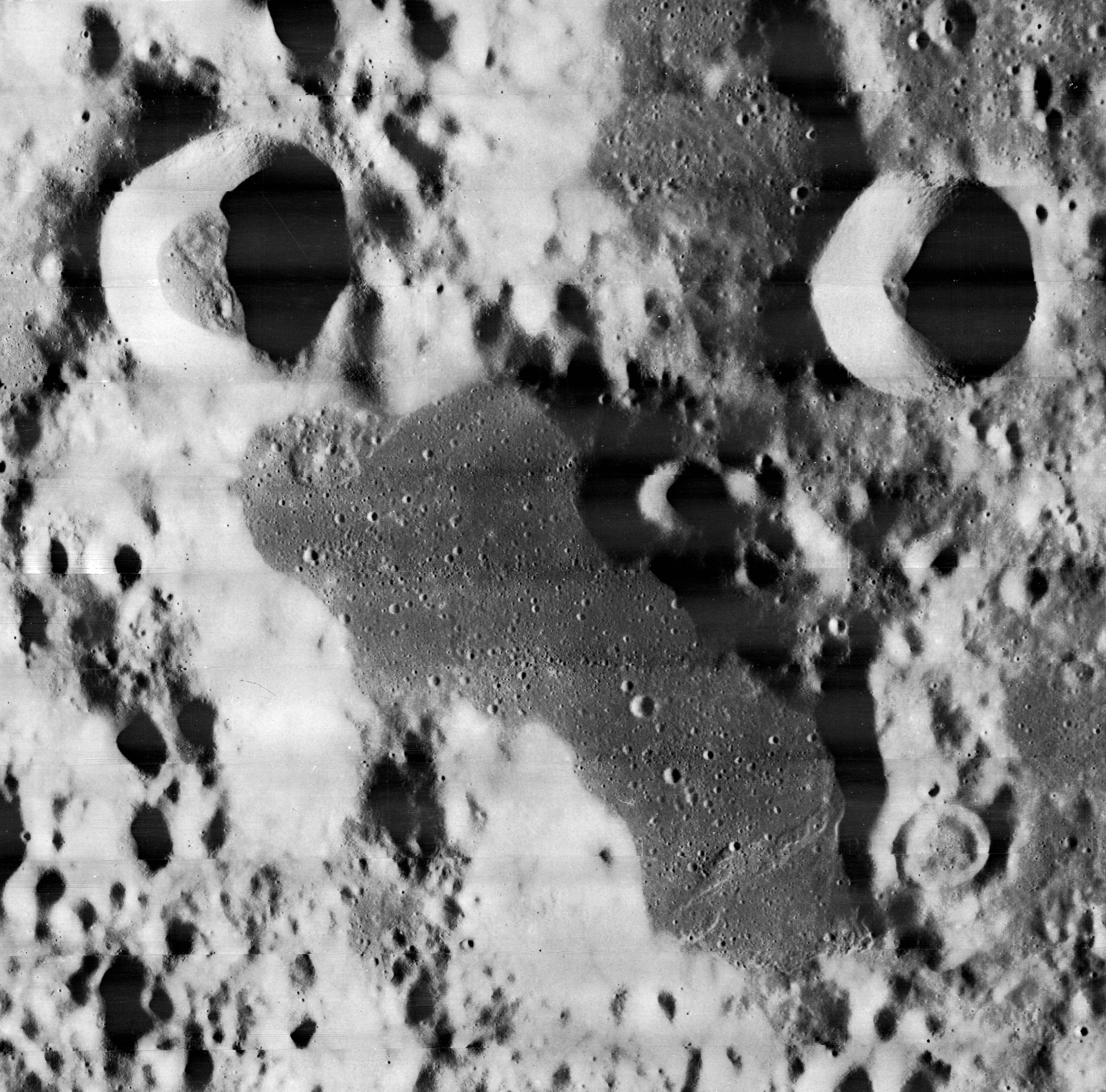
الجزء الأسود المستو في أسفل الصورة هي فوهة شوبرت إن، في أعلى يسار الصورة فوهة ريسبيغي بينما في أعلى يمين الصورة توجد فوهة ليوفيل.

تسمي فوهة شوبرت سي في بعض الخرائط القديمة دويل، ولكن هذا الاسم لم يتم الموافقة عليه من قبل الإتحاد الفلكي الدولي

## وصلات خارجية
- فوهات القمر
- جوله حول فوهات القمر -ناسا.